# RAFT-Polymerisation
Die sogenannte RAFT-Polymerisation oder reversible-addition-fragmentation chain-transfer polymerization (‚Reversible Additions-Fragmentierungs Kettenübertragungspolymerisation‘) ist eine spezielle Form der kontrollierten radikalischen Polymerisation. RAFT wurde erstmals 1998 von der Arbeitsgruppe um Ezio Rizzardo (CSIRO) beschrieben (beteiligt waren auch unter anderem Graeme Moad, San Thang) aufbauend auf Arbeiten von Sam Zard (Paris).

## Allgemeines
In erster Linie handelt es sich dabei um eine eigenständige Methode zur gezielten Synthese von Polymeren mit wohldefinierter molarer Masse bzw. Polymerisationsgrad, geringer Polydispersität sowie bekannter Endfunktionalität. Da es sich bei RAFT um einen kontrollierten Prozess handelt, sind ebenfalls komplizierte Molekülarchitekturen wie zum Beispiel Block- Stern- oder Kammpolymere zugänglich. Die Kontrolle der Reaktion wird durch reversible Kettenübertragungsreaktionen erreicht. Dabei addiert eine wachsende Radikalkette an das sogenannte RAFT-agens, wobei ein intermediäres Radikal entsteht. Auf Grund der Struktur der RAFT-Agentien hat dieses Intermediat die Möglichkeiten, zu verschiedenen Seiten hin zu fragmentieren, wodurch wiederum ein RAFT-agens sowie ein zur Propagation zur Verfügung stehendes Radikal zurückgebildet wird (welches jedoch ausdrücklich nicht der originalen Radikalkette entsprechen muss). Auf diese Weise wird die Propagationswahrscheinlichkeit über alle Ketten gleichverteilt. Die durchschnittliche Kettenlänge des gebildeten Polymers ist proportional zur RAFT-Agens Konzentration sowie zum Reaktionsumsatz. Typische Substanzklassen für RAFT-Agentien sind Dithioester, Dithiocarbamate, Trithiocarbonate und Xanthogenate.
RAFT zählt neben der sogenannten Atom Transfer Radical Polymerization (ATRP) und der Nitroxid-vermittelte Polymerisation (NMP) zu den bekanntesten und wichtigsten Vertretern der kontrollierten radikalischen Polymerisation. Seine weite Verbreitung verdankt RAFT seiner Kompatibilität mit einer großen Anzahl an Monomeren sowie den relativ milden Bedingungen, unter welchen die Reaktionen durchgeführt werden können. Im Gegensatz zu ATRP und NMP bedingt die RAFT-Polymerisation (wenn auch mit prominenten Ausnahmen) keine Retardierung der Reaktionsgeschwindigkeit, was schnellere und damit kostengünstigere Synthesen erlaubt.

## Reaktionsverlauf

(6) RAFT-Reagenz und PMMA

Die Initiierung und ein erstes Kettenwachstum (1) erfolgt bei der RAFT-Polymerisation mit üblichen Initiatoren, wie AIBN oder BPO. Durch die Anwesenheit von Dithiobenzoaten bildet die aktiv wachsende Kette Pn• ein Adduktradikal, wobei sich ein Gleichgewicht unter Abspaltung von R• einstellt (2). R• ist wieder ein aktiv wachsendes Radikal und bildet Pm• (3). Auch Pm• neigt zur Anlagerung an ein Dithiobenzoat und es stellt sich das Gleichgewicht (4) ein, das ein Gleichgewicht zwischen einem "schlafenden" und zwei potentiell aktiven Zuständen ist. Die eigentlichen Wachstumsschritte entsprechen einer konventionellen radikalischen Polymerisation, wobei unvermeidlich auch Abbruchreaktionen auftreten (5). (6) zeigt ein übliches Dithiobenzoat und ein mögliches Produkt, wie Polymethylmethacrylat durch Polymerisation von Methacrylsäuremethylester. Unten rechts ist das Hauptprodukt mit den Endgruppen gezeigt. Die Dithiocarbonyl-Gruppe ist für eine Polymerisation reaktivierbar und erlaubt die Herstellung von AB-Blockcopolymere.